# IC 4530
IC 4530 је спирална галаксија у сазвјежђу Волар која се налази на листи објеката дубоког неба у Индекс каталогу.
Деклинација објекта је + 26° 6' 0" а ректасцензија 15h 3m 45,4s. Привидна величина (магнитуда) објекта IC 4530 износи 14,5 а фотографска магнитуда 15,3. IC 4530 је још познат и под ознакама UGC 9679, MCG 4-36-1, CGCG 135-2, PGC 53752.